# Changhong

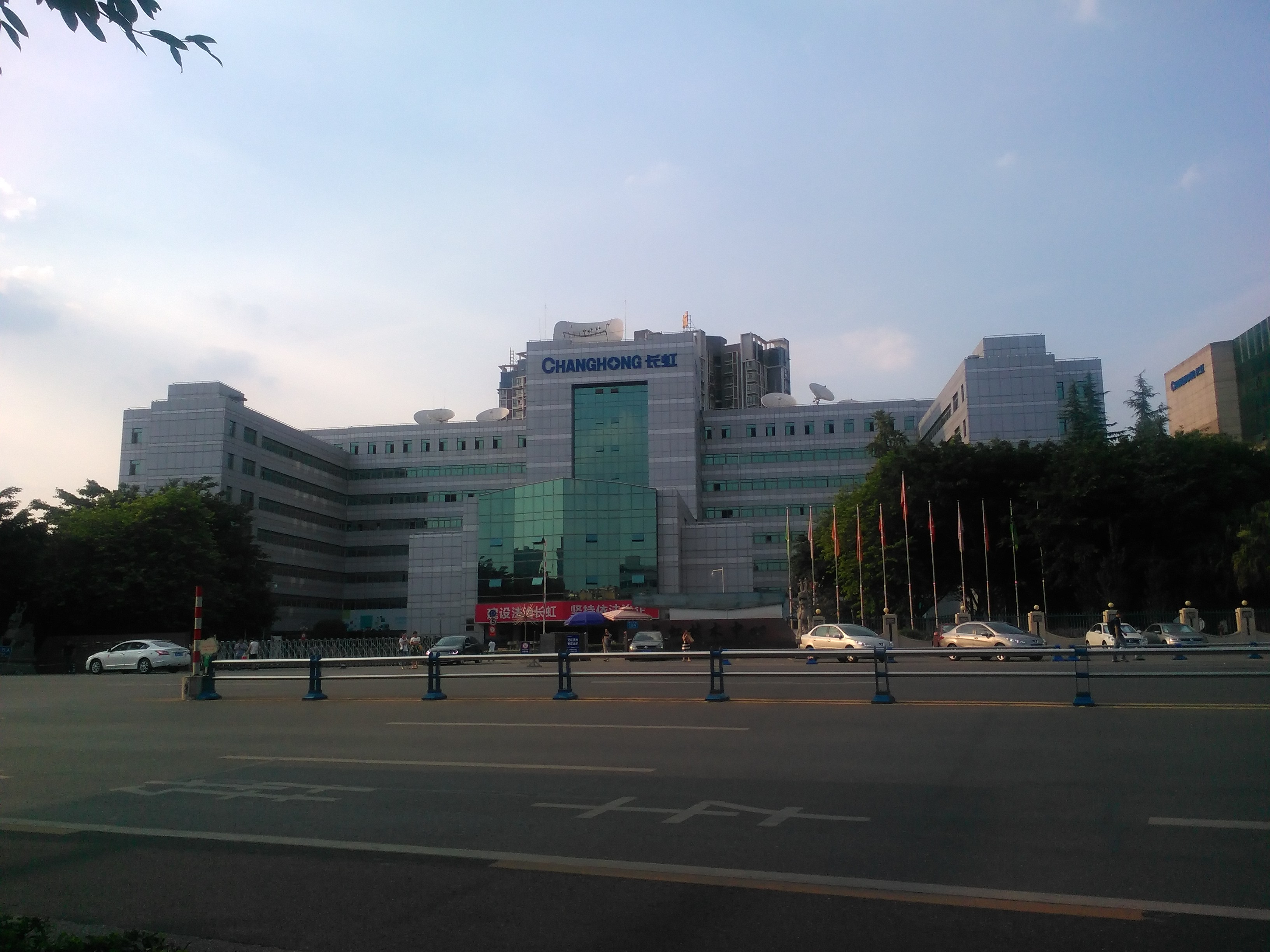
Hauptquartier von Changhong in Mianyang

Sichuan Changhong Electric Co, Ltd. (kurz Changhong) ist ein chinesisches Unternehmen der Unterhaltungselektronik mit Sitz in Mianyang in der Provinz Sichuan und wurde im Oktober 1958 ebendort gegründet. 2010 war es der zweitgrößte Hersteller von Fernsehgeräten in China. 2004 wurden 90 % der Fernsehgeräte, die von China in die Vereinigten Staaten exportiert wurden, von Changhong hergestellt.

## Geschichte
Hervorgegangen ist Changhong aus der Changhong Machinery Factory, einem in den 1950er Jahren gegründeten staatlichen Großunternehmen. Das Unternehmen, das zu den 156 Schlüsselprojekten gehörte, die von der Sowjetunion gefördert wurden, konzentrierte sich auf die Entwicklung und Produktion eines luftgestützten Feuerleitradarsystems. Mitte der 1970er Jahre begann Changhong mit der Herstellung von Produkten für die zivile Bevölkerung, da die Nachfrage nach militärischen Systemen zurückging. Schlussendlich konzentrierte man sich auf die Produktion von Fernsehgeräten. Während des nächsten Jahrzehnts verstärkte das Unternehmen seine technologischen Fähigkeiten durch eine Reihe von Partnerschaften mit ausländischen Unternehmen wie dem japanischen Elektronikkonzern Panasonic, von denen es Röhren und moderne Produktionslinien importierte, um die Volumenproduktion von Fernsehgeräten voranzutreiben. 1980 rühmte sich das Unternehmen bereits der Produktion von über 10.000 Fernsehgeräten pro Jahr. Bis 1988 stieg diese Zahl auf fast eine Million Einheiten. 1994 ging das Unternehmen an die Börse und war ein Jahr später Chinas größter Fernsehhersteller.
Changhong hat eine minimale Präsenz in Nordamerika, wo es Fernsehgeräte über den Online-Einzelhändler Newegg verkauft.
Eine weitere Produktlinie ist die Herstellung von Nickel-Eisen-Batterien. Changhong ist der einzige Hersteller von Batterien für das chinesische Kampfflugzeug Chengdu J-10.
Seit 2004 haben sich die Entwicklungsstrategie und das System des operativen Geschäftes von Changhong immer wieder geändert. Auch der industrielle Maßstab hat sich rasch ausgeweitet, so dass das Unternehmen führend im Bereich der Haushaltstechnik geworden ist. Es besitzt vier börsennotierte Unternehmen: Sichuan Changhong, Changhong Meiling, Changhong Huayi und Changhong Jiahua.
Im Jahr 2008 wurde Berichten zufolge von AMD ein Angebot für eine 15%ige Beteiligung unterbreitet, das jedoch von der chinesischen Regierung blockiert wurde.
2014 war Changhong Fertigungspartner des ersten Fairphones, dem Fairphone First Edition.
| Präsident     | Zeitraum     |
| ------------- | ------------ |
| Ma Zhang      | 1958 – 1961  |
| Shi Fu        | 1962 – 1964  |
| Wang Zhidong  | 1966 – 1974  |
| Kang Naide    | 1975 – 1980  |
| Hu Zhengxing  | 1981 – 1982  |
| Wang Jincheng | 1983 – 1984  |
| Ni Runfeng    | 1985 – 2004  |
| Zhao Yong     | 2004 – heute |